# فرونزه ساهاکیان
فرونزه وازگنی ساهاکیان (ارمنی: Ֆրունզե Վազգենի Սահակյան؛ زادهٔ ۳ اوت ۱۹۵۳) یک  سیاستمدار اهل ارمنستان است که از تاریخ ۱۹۹۰ تا تاریخ ۱۹۹۵ سمت نمایندگی دوره اول شورای عالی جمهوری ارمنستان را برعهده داشت.

## زندگی‌نامه
در ۳ اوت ۱۹۵۳ در ارمنستان به دنیا آمد . 